# Estadio Concordia
El Stadionul Concordia es un estadio de fútbol de la ciudad de Chiajna, Rumania. El estadio tiene una capacidad para 4000 espectadores y en él disputa sus partidos como local el CS Concordia Chiajna. El estadio acogió tres partidos de la fase de grupos, una semifinal y la final del Campeonato Europeo de la UEFA Sub-19 2011.